# NGC 3704
NGC 3704 ist eine elliptische Galaxie vom Hubble-Typ E im Sternbild Becher am Südsternhimmel. Sie ist schätzungsweise 229 Millionen Lichtjahre von der Milchstraße entfernt.
Das Objekt wurde am 23. Februar 1878 von Wilhelm Tempel entdeckt.